# 第2次ミハイル・フラトコフ内閣

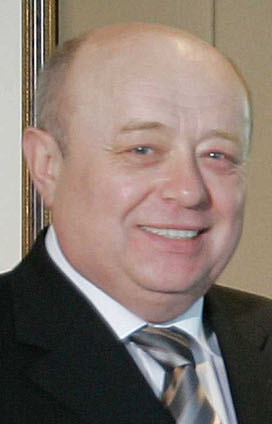
フラトコフ首相

第2次ミハイル・フラトコフ内閣（ロシア語: Второе правительство Фрадкова）は、ロシア連邦の内閣。約2ヶ月続いた第1次ミハイル・フラトコフ内閣から引き継いで組閣された。ミハイル・フラトコフ首相によって2004年5月12日から2007年9月12日までの約3年4ヶ月の間率いられた。
ウラジーミル・プーチン大統領は2004年5月7日に議会の承認を得て大統領2期目に突入し、5月12日に首相のフラトコフが議会の承認を得、大統領によって指名された。また、他の17人の大臣は5月20日に議会の承認を得た。首相と17人の大臣は第一次内閣と同じ顔ぶれであり、唯一情報・通信大臣に就いたレオニード・レイマンのみが新任となった。8人の大臣はさらに以前のミハイル・カシヤノフ内閣でも同じ役についていた。

## 経過
- 2004年9月13日

地域発展大臣のポストが新設され、ベスラン学校占拠事件後、南部連邦管区大統領全権代表を解任されたウラジーミル・ヤコブレフがその任に就く。
ドミトリー・コザクが官房長官をセルゲイ・ナルイシキンと交代し、ヤコブレフの代わりに南部連邦管区大統領全権代表に就く。
- 2005年11月14日

大統領府長官だったドミートリー・メドヴェージェフが第一副首相に就任。
セルゲイ・イワノフが国防相兼任のまま副首相に就任。
- 2006年6月23日

プーチン大統領は司法大臣のユーリ・チャイカを解任し、検事総長だったウラジーミル・ウスチノフを後任に任命。ユーリ・チャイカはウスチノフの後任として自身2度目の検事総長に就任した。
- 2007年2月15日

セルゲイ･イワノフが副首相・国防相兼任から第一副首相に昇格し、セルゲイ・ナルイシキンが官房長官兼任のまま副首相に就任。後任の国防相に財務省連邦税務庁長官だったアナトリー・セルジュコフが就任。
- 2007年9月12日

プーチン大統領はフラトコフ首相の辞任を受け入れ、法律に従って内閣は解散した。フラトコフは新首相のヴィクトル・ズプコフが就任する9月14日までは首相を続け、新内閣が発足した9月24日、ゲルマン・グレフ、ウラジーミル・ヤコブレフ、ミハイル・ズラボフが解任された。

## 閣僚
| 職名                   | 氏名 | 氏名                           | 就任日         | 退任日        | 備考                                  |
| ---------------------- | ---- | ------------------------------ | -------------- | ------------- | ------------------------------------- |
| 首相                   |      | ミハイル・フラトコフ           | 2004年5月12日  | 2007年9月14日 | （留任）                              |
| 第一副首相             |      | ドミートリー・メドヴェージェフ | 2005年11月14日 | 2007年9月24日 | -                                     |
| 第一副首相             |      | セルゲイ・イワノフ             | 2007年2月15日  | 2007年9月24日 | 副首相・国防大臣から昇格              |
| 副首相                 |      | アレクサンドル・ジューコフ     | 2004年5月20日  | 2007年9月24日 | （留任）                              |
| 副首相                 |      | セルゲイ・イワノフ             | 2005年11月14日 | 2007年2月15日 | 国防大臣兼任                          |
| 副首相                 |      | セルゲイ・ナルイシキン         | 2007年2月15日  | 2007年9月24日 | 官房長官兼任                          |
| 内務大臣               |      | ラシド・ヌルガリエフ           | 2004年5月20日  | 2007年9月24日 | （留任）                              |
| 非常事態大臣           |      | セルゲイ・ショイグ             | 2004年5月20日  | 2007年9月24日 | （留任）                              |
| 保健・福祉大臣         |      | ミハイル・ズラボフ             | 2004年5月20日  | 2007年9月24日 | （留任）                              |
| 外務大臣               |      | セルゲイ・ラブロフ             | 2004年5月20日  | 2007年9月24日 | （留任）                              |
| 情報・通信大臣         |      | レオニード・レイマン           | 2004年5月20日  | 2007年9月24日 | -                                     |
| 文化・マスメディア大臣 |      | アレクサンドル・ソコロフ       | 2004年5月20日  | 2007年9月24日 | （留任）                              |
| 国防大臣               |      | セルゲイ・イワノフ             | 2004年5月20日  | 2007年2月15日 | （留任）/2005年11月14日から副首相兼任 |
| 国防大臣               |      | アナトリー・セルジュコフ       | 2007年2月15日  | 2007年9月24日 | -                                     |
| 教育科学大臣           |      | アンドレイ・フルセンコ         | 2004年5月20日  | 2007年9月24日 | （留任）                              |
| 天然資源大臣           |      | ユーリ・トルトネフ             | 2004年5月20日  | 2007年9月24日 | （留任）                              |
| 地域発展大臣           |      | ウラジーミル・ヤコブレフ       | 2004年9月13日  | 2007年9月24日 | -                                     |
| 農業・漁業大臣         |      | アレクセイ・ゴルデーエフ       | 2004年5月20日  | 2007年9月24日 | （留任）                              |
| エネルギー・産業大臣   |      | ヴィクトル・フリステンコ       | 2004年5月20日  | 2007年9月24日 | （留任）                              |
| 運輸大臣               |      | イーゴリ・レヴィチン           | 2004年5月20日  | 2007年9月24日 | （留任）                              |
| 財務大臣               |      | アレクセイ・クドリン           | 2004年5月20日  | 2007年9月24日 | （留任）                              |
| 経済発展・貿易大臣     |      | ゲルマン・グレフ               | 2004年5月20日  | 2007年9月24日 | （留任）                              |
| 司法大臣               |      | ユーリ・チャイカ               | 2004年5月20日  | 2006年6月23日 | （留任）、検事総長に異動              |
| 司法大臣               |      | ウラジーミル・ウスチノフ       | 2006年6月23日  | 2007年9月24日 | 検事総長から異動                      |
| 官房長官               |      | ドミトリー・コザク             | 2004年5月20日  | 2004年9月13日 | （留任）                              |
| 官房長官               |      | セルゲイ・ナルイシキン         | 2004年9月13日  | 2007年9月24日 | 2007年2月15日から副首相兼任           |